# Inten Jaya
Inten Jaya is een bestuurslaag in het regentschap Lebak van de provincie Banten, Indonesië. Inten Jaya telt 3169 inwoners (volkstelling 2010).